# Shoah en Italie
La Shoah en Italie recouvre les persécutions, les déportations et l'extermination subies par les Juifs entre 1943 et 1945 dans la République sociale italienne, la partie du royaume d’Italie occupée par l'Allemagne nazie après la capitulation italienne le 8 septembre 1943, pendant la Seconde Guerre mondiale.

## Contexte

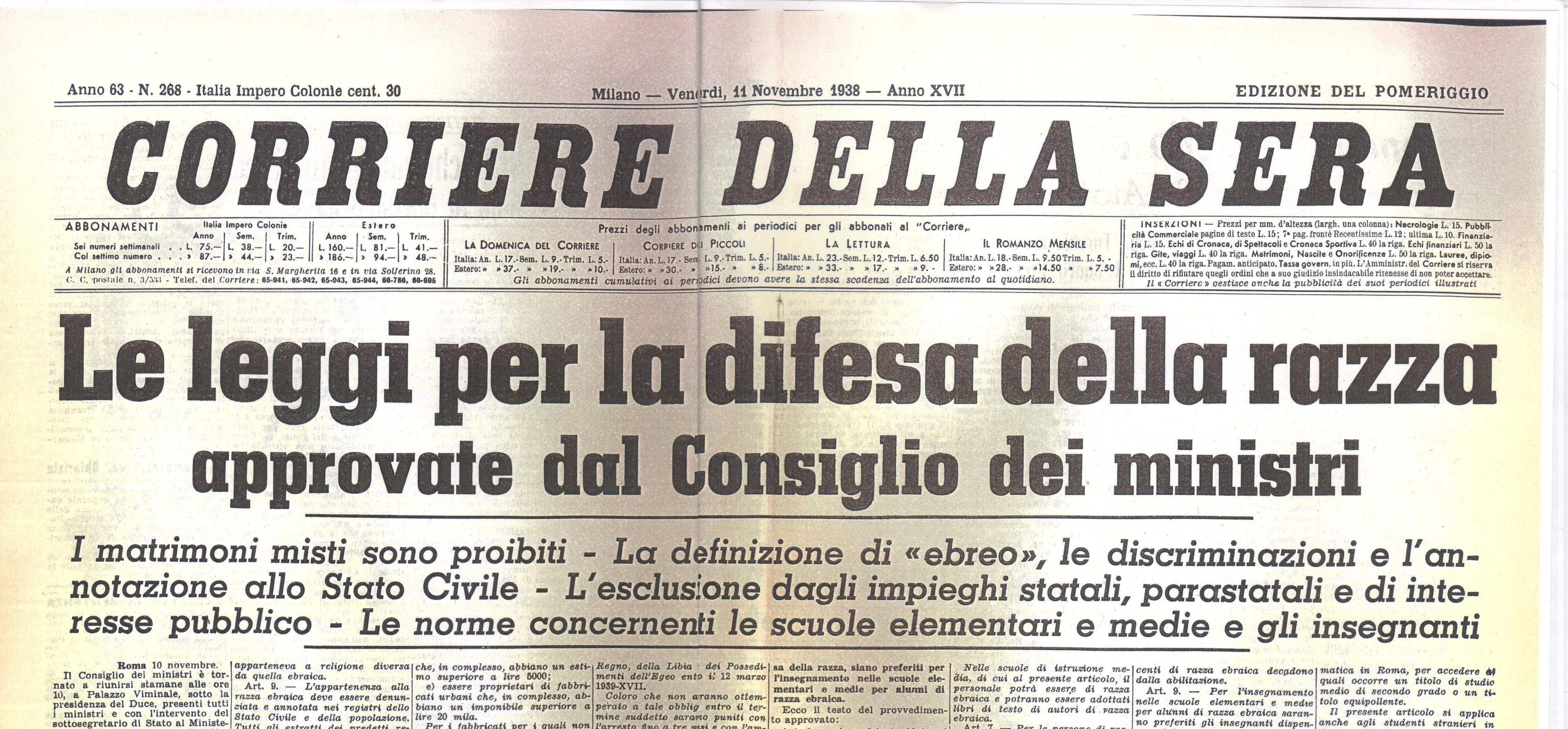
Les Lois raciales fascistes annoncées le 11 novembre 1938 par le Corriere della Sera

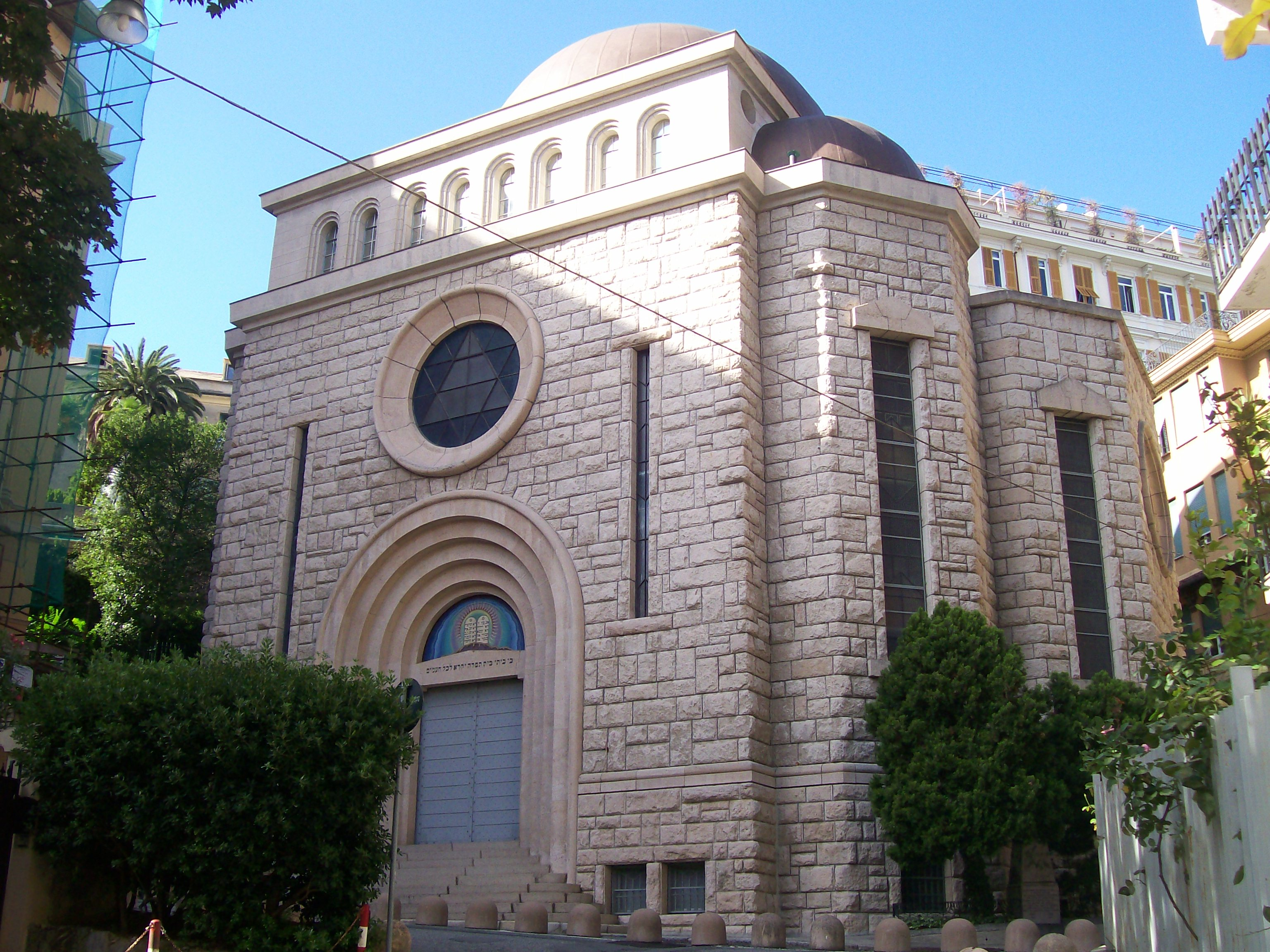
La synagogue de Gênes, construite en 1935, sous le fascisme

Au début du XXe siècle, les Juifs constituaient une minorité bien intégrée en Italie, installés dans le pays depuis plus de deux mille ans. Lorsque le fascisme italien arrive au pouvoir en 1922, Benito Mussolini, même s'il est fondamentalement hostile à toute minorité ne menace pas immédiatement les Juifs. La situation change du tout au tout quand l'Italie se rapproche de l'Allemagne nazie vers la fin de 1936 et avec la visite officielle d'Hitler en Italie en mai 1938. Durant l'automne 1938, sont publiés plusieurs décrets qui forment les lois raciales (Leggi per la difesa della razza), s'appuyant sur le « Manifesto della razza ». Les Juifs sont alors exclus de la fonction publique et donc de l'enseignement, le mariage entre Juifs et aryens ainsi que l'emploi de domestiques aryens est interdit ; des propriétés sont confisquées ; puis c'est l'interdiction de publier un journal ou de posséder un poste de radio. Des scientifiques, intellectuels ou personnalités[Qui ?] italiens prennent publiquement position contre leurs concitoyens juifs.
Pour échapper à la persécution, environ 6 000 Juifs italiens ont émigré dans d'autres pays en 1938-1939. Parmi eux se trouvaient des intellectuels tels qu'Emilio Segrè, Bruno Rossi, Mario Castelnuovo-Tedesco, Franco Modigliani, Arnaldo Momigliano, Ugo Fano, Robert Fano et bien d'autres. Enrico Fermi a également déménagé aux États-Unis, son épouse étant juive.
Lorsque l'Italie entre à son tour dans la Seconde Guerre mondiale en mai 1940, la situation s'aggrave encore. Environ 50 camps d'internement sont créés pour les ressortissants ennemis où sont enfermés des Juifs étrangers (environ 2 200) qui s'étaient réfugiés en Italie ainsi que quelques Juifs italiens. Alors que les conditions de vie et la nourriture étaient souvent rudimentaires, les prisonniers n'étaient soumis à aucun traitement violent. Le régime fasciste a même autorisé une organisation judéo-italienne (DELASEM) à agir légalement pour soutenir les internés juifs.
Les conditions des Roms emprisonnés étaient bien plus difficiles, les autorités italiennes estimant que ceux-ci étaient habitués à vivre dans de telles conditions. Ils bénéficiaient d'une part réduite de nourriture et d'un logement à la limite de l'insalubrité. Après l'occupation de la Grèce et de la Yougoslavie en 1941, l'Italie a ouvert des camps de concentration dans ses zones d'occupation. Celles-ci abritaient au total 150 000 personnes, principalement des Slaves. Les conditions de vie y étaient très difficiles et le taux de mortalité dans ces camps dépassait de loin ceux en Italie.
Contrairement aux Juifs d'autres pays ayant rejoint l'Axe, aucun Juif en Italie ou dans des zones sous occupation italienne n'a été assassiné ou déporté dans des camps de concentration en Allemagne avant septembre 1943. Certains juifs bénéficient d’exemptions. Leur calvaire débutera seulement lorsque les Allemands envahiront ces zones.
Le 25 juillet 1943, avec la chute du régime fasciste et l'arrestation de Benito Mussolini, les détenus, y compris les prisonniers juifs, ont été progressivement libérés. Cependant, ce processus n'était pas encore terminé lorsque les autorités allemandes ont repris les camps du centre-nord de l'Italie, le 8 septembre 1943. Des centaines de réfugiés juifs emprisonnés dans les principaux camps du sud (Campagna ou à Tarsia) ont été libérés par les Alliés avant l’arrivée des Allemands, mais 43 000 Juifs, (35 000 Italiens et 8 000 réfugiés d’autres pays) ont été piégés dans des territoires désormais contrôlés par la République sociale italienne.
En général, le sort et la persécution des Juifs en Italie entre 1938 et 1943 n’ont retenu que très peu l’attention des médias italiens. Les listes de Juifs établies pour appliquer les lois raciales commenceront à être utilisées après la capitulation italienne, le 8 septembre 1943.

## La Shoah en Italie

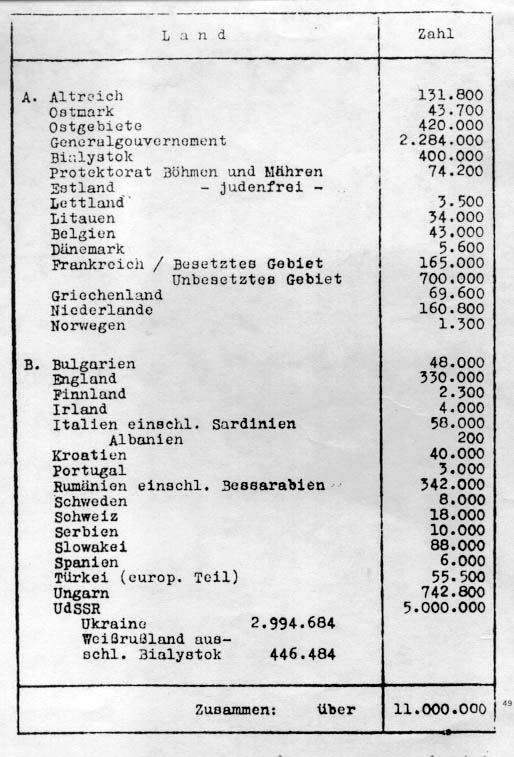
Liste des objectifs de la conférence de Wannsee

L’assassinat des Juifs en Italie débute à compter du 8 septembre 1943, lorsque les troupes allemandes prennent le contrôle du nord et du centre de l’Italie, libèrent Benito Mussolini de sa prison et l’institue à la tête de l’État fantoche de la République sociale italienne.

### Organisation
Le SS-Obergruppenführer Karl Wolff, qui fut nommé plus haut dirigeant des forces de sécurité et de la police en Italie, fut chargé de superviser les opérations des SS et donc la solution finale. Wolff réunit ainsi un groupe de SS avec pour objectif l'extermination des Juifs d'Europe orientale. Odilo Globocnik, nommé chef de la police de la zone côtière, a été responsable du meurtre de centaines de milliers de Juifs et de Tsiganes à Lublin, en Pologne, avant d'être envoyé en Italie. Karl Brunner est nommé chef SS de la police à Bolzano, dans la province autonome de Bolzano, Willy Tensfeld chef SS à Monza pour la Haute et l'Ouest de l'Italie, et Karl-Heinz Bürger est chargé des opérations anti-partisanes.
La police de sécurité et le Sicherheitsdienst (SD) passe sous le commandement de Wilhelm Harster, basé à Vérone ; il avait occupé le même poste aux Pays-Bas. Theodor Dannecker, auparavant actif dans la déportation de juifs grecs dans la partie de la Grèce occupée par la Bulgarie, et aussi un des superviseurs de la  Rafle du Vél’ d’Hiv’ à Paris en juillet 1942, a été nommé chef du Judenreferat du SD et chargé de la déportation des juifs italiens. Inefficace selon ses supérieurs, il fut remplacé par Friedrich Boßhammer, qui, comme Dannecker, était étroitement associé à Adolf Eichmann,.
Martin Sandberger a été nommé à la tête de la Gestapo à Vérone et joua un rôle essentiel dans l'arrestation et la déportation des juifs italiens.
Dans les régions directement administrées par l'Allemagne en Italie (Zone d'opérations des Préalpes et Zone d'opérations de la côte Adriatique) et dans le bureau principal de la sécurité du Reich lui-même, la persécution des minorités indésirables et des opposants politiques nazis relevait de la section IV de la police de sécurité et du SD. À son tour, la section IV était subdivisée en différents départements, dont le département IV-4b qui était responsable des affaires juives. Dannecker, puis Boßhammer dirigeait ce département.

### Le congrès de Vérone
L'attitude des fascistes italiens à l'égard des juifs italiens a radicalement changé en novembre 1943, notamment après la déclaration des autorités dénonçant cette minorité comme « nationalité ennemie » lors du congrès de Vérone. Débuta alors une participation active italienne à la poursuite et à l'arrestation de juifs, bien qu'initialement, la police italienne devait seulement prêter son concours aux rassemblements à la demande des autorités allemandes. Après la déclaration à Vérone fut signé l'« Ordre de police n°5 » du 30 novembre 1943, émis par Guido Buffarini Guidi, ministre de l'Intérieur de la RSI, ordonnant à la police italienne leurs arrestations et la confiscation de leurs biens,. Cependant, cet ordre exemptait les Juifs âgés de plus de 70 ans et les mariages mixtes, frustrant les Allemands qui voulaient arrêter et déporter la totalité des Juifs italiens.

### Déportations et assassinats
L’arrestation et la déportation de Juifs dans l’Italie occupée par l’Allemagne peuvent être séparées en deux phases distinctes. La première, sous Dannecker, de septembre 1943 à janvier 1944, a vu des Einsatzkommandos mobiles cibler des Juifs dans les grandes villes italiennes. La deuxième phase a eu lieu sous Boßhammer, qui avait remplacé Dannecker au début de 1944. Boßhammer a mis en place un système de persécution centralisé, utilisant toutes les ressources disponibles de la police italienne allemande et fasciste, pour arrêter et déporter les Juifs italiens.
L'arrestation d'Italiens et de réfugiés juifs débute quasi immédiatement après la capitulation, en octobre 1943. Cette opération a lieu dans toutes les grandes villes italiennes sous contrôle allemand, avec un succès limité. Peu de coopération de la part de la police italienne et 90 % des 10 000 Juifs de Rome ont échappé à une arrestation. Les Juifs arrêtés ont été conduits dans les camps de transit de Borgo San Dalmazzo, Fossoli et Bolzano, puis déportés à Auschwitz. Sur les 4 800 déportés des camps à la fin de 1943, 314 seulement ont survécu.
Environ la moitié des Juifs arrêtés lors de la Shoah en Italie l'ont été en 1944 par la police secrète italienne.
Au total, à la fin de la guerre, près de 8 600 Juifs d’Italie et de régions françaises et grecques sous contrôle italien ont été déportés à Auschwitz ; excepté une personne, la totalité ont été assassinés. Seuls 506 personnes ont été envoyées dans d'autres camps (Bergen-Belsen, Buchenwald, Ravensbrück et Flossenbürg) en tant qu'otages ou prisonniers politiques. Parmi eux se trouvaient quelques centaines de Juifs de Libye, une colonie italienne d'avant-guerre, déportés sur le continent italien en 1942 et envoyés au camp de concentration de Bergen-Belsen. La plupart d'entre eux avaient la nationalité britannique et française et avaient survécu à la guerre. En Libye, 2600 Juifs ont été internés dans le camp de concentration de Giado, où 562 d'entre elles sont mortes.
300 autres Juifs ont été abattus ou sont morts d'autres causes dans des camps de transit en Italie. Près de la moitié des personnes exécutées en Italie l'ont été lors du massacre des Fosses ardéatines en mars 1944. La 1re division SS Leibstandarte SS Adolf Hitler a tué plus de 50 civils juifs, réfugiés et italiens lors des massacres du lac Majeur ; il s'agit des premières tueries de Juifs commises par l'Allemagne en Italie pendant la guerre. Cela se produisit malgré les ordres stricts, pris à l'époque, de ne pas commettre de violence à l'encontre de la population civile.
Au cours des dix-neuf mois d'occupation allemande, de septembre 1943 à mai 1945, 25 % de la population juive d'Italie d'avant-guerre ont été tués par les nazis. La population juive en Italie au cours de la guerre dépassait toutefois les 40 000 personnes initiales, le gouvernement italien ayant évacué 4 000 réfugiés juifs de ses zones d'occupation vers le sud de l'Italie. En septembre 1943, 43 000 Juifs étaient présents dans le nord de l'Italie et, à la fin de la guerre, 40 000 d'entre-eux avaient survécu à l'Holocauste.

### Populations Roms
Contrairement aux Juifs italiens, les Roms ont été victimes de discrimination de la part de l'Italie fasciste dès le début du régime. En 1926, Benito Mussolini ordonna l'expulsion de tous les « Tsiganes étrangers » et, à partir de septembre 1940, des Roms de nationalité italienne furent détenus dans des camps pré-désignés, passés ensuite sous contrôle allemand. L'impact de l'occupation allemande sur les Roms en Italie a été peu étudié. Le nombre de Roms morts dans les camps italiens ou déportés dans des camps de concentration est incertain. Le nombre de décès pendant la totalité de la période fasciste italienne est également inconnu, mais on estime que ce chiffre dépasse plusieurs milliers.
En juillet 2000, le Parlement italien a décidé de commémorer le génocide juif en instituant la Journée de la Mémoire (27 janvier). Cette décision a donné lieu à un grand débat au cours duquel s’établit une compétition entre différentes mémoires, toutes liées à la période fasciste et nazie. Le grief dominant est que la « Journée de la Mémoire  » se borne à évoquer le génocide juif, en négligeant la persécution des résistants, des dissidents et la déportation de tous les autres prisonniers non-juifs. La Journée de la Mémoire ayant déclenché un « conflit de mémoires » a abouti à la modification du texte original en l’élargissant aux autres victimes du fascisme nazi et autres déportés.

### Rôle de l'Eglise catholique et du Vatican
Avant la rafle du ghetto de Rome, l'Allemagne avait été avertie qu'une telle action risquait de susciter le mécontentement du pape Pie XII. De nombreux membres de l'Église catholique apportaient une assistance aux Juifs et les aidaient à survivre à la traque des nazis. Le pape lui-même, auquel beaucoup reprochent l'absence de prise de position publique dénonçant les déportations de Juifs, les a protégés, notamment en ordonnant que des réfugiés politiques et des Juifs soient abrités dans le couvent romain des Santi Quattro Coronati. 
Le 4 mars 2019, le pape François annonce l'ouverture en mars 2020 des archives secrètes du Vatican sur le pontificat de Pie XII (1939-1958) mises à la disposition des historiens qui cherchent à étudier l'action controversée du souverain pontife pendant la Shoah.

## Les camps
Plusieurs camps de transit italiens destinés aux Juifs, aux prisonniers politiques et pour le travail forcé étaient gérés par les Allemands et les Italiens. Ceux-ci comprenaient:
- Camp de transit de Bolzano, dans la région du Trentin-Haut-Adige / Südtirol, faisant ensuite partie de la zone d'opérations des Préalpes, fonctionnant comme un camp de transit sous contrôle allemand de l'été 1944 à mai 1945[30],[31].
- Le camp de concentration de Borgo San Dalmazzo, dans la région du Piémont, a fonctionné comme camp de transit sous contrôle allemand de septembre 1943 à novembre 1943 et, sous contrôle italien, de décembre 1943 à février 1944[32],[33].
- Fossoli di Carpi, dans la région d'Émilie-Romagne, fonctionnant comme camp de prisonniers de guerre sous contrôle italien de mai 1942 à septembre 1943, puis comme camp de transit, toujours sous contrôle italien jusqu'en mars 1944 et, jusqu'en novembre 1944, sous contrôle allemand[34].

Outre ces camps de transit, l’Allemagne exploitait également le camp de la Risiera di San Sabba à Trieste, qui faisait alors partie de la zone d'opérations de la côte Adriatique, et servait à la fois de camp d’extermination et de transit. Il s'agissait du seul camp d'extermination fonctionnel en Italie pendant la Seconde Guerre mondiale. Il a opéré d'octobre 1943 à avril 1945 et près de 5 000 personnes y ont été tuées,, la plupart étaient des prisonniers politiques
En plus des camps désignés, les juifs et prisonniers politiques étaient détenus dans des prisons communes, notamment la prison San Vittore à Milan, qui a acquis une notoriété pendant la guerre grâce au traitement inhumain infligé aux détenus par les gardes SS et à la torture qui y était exercée. Depuis la prison qui servait de lieu de transit pour les juifs arrêtés dans le nord de l'Italie, les prisonniers étaient emmenés à la gare de Milano Centrale, chargés sur des wagons de marchandises sur une voie secrète sous la gare, puis déportés.

## Camps de transit du Salento
À la fin de la guerre, entre 1943 et 1947, les Anglo-Américains choisissent le Salento pour accueillir les réfugiés dans des camps de transit établis dans les nombreuses résidences secondaires qui pouvaient être facilement réquisitionnées. Les premiers réfugiés proviennent de camps d'internement fascistes comme celui de Ferramonti à Tarsia, puis à partir de 1945 de camps nazis comme Mauthausen, Auschwitz, Dachau et Ebensee. Les réfugiés font escale et trouvent un premier refuge sur leur route vers la terre d'Israël ou les États-Unis dans les camps du Salento comme Santa Maria al Bagno. Le camp s'étend sur les hameaux de Santa Maria al Bagno, Santa Caterina et Cenate. D'autres camps similaires sont situés à Santa Maria di Leuca et à Santa Cesarea Terme. Aharon Appelfeld figure parmi les réfugiés qui ont transité dans ces camps .

## Pillage de biens juifs
Outre l'extermination, l'Allemagne nazie était extrêmement intéressée par l'appropriation de biens juifs. Selon une estimation de 2010, la valeur des biens appartenant aux familles juives pillés en Italie lors de l'Holocauste entre 1943 et 1945 serait de 1 milliard de dollars US.
Le contenu de la Biblioteca della Comunità Israelitica et du Collegio Rabbinico Italiano, les deux bibliothèques juives de Rome, figure parmi les artefacts les plus précieux pillés par les nazis. Dans le premier cas, la totalité des biens volés est toujours manquant, tandis que certains contenus divers ont été restitués après la guerre.
Le 27 septembre 1943, Herbert Kappler convoque le rabbin Foà, chef de la communauté juive de Rome, ainsi que le président de la communauté. Il les menace de la déportation de 200 Juifs, sauf à verser une rançon de 50 kilogrammes d'or. Mais la rançon ne permet qu'une brève pause. Deux semaines plus tard, le 15 octobre, 1 259 Juifs sont raflés et 1 007 d'entre eux sont envoyés à Auschwitz. Seuls 16 d'entre eux survivront.

## Les auteurs
Très peu des organisateurs allemands ou italiens ayant perpétré la Shoah en Italie ont été jugés ou emprisonnés après la guerre.

### Procès d'après-guerre
Parmi les crimes de guerre commis par les nazis en Italie, le massacre des Fosses ardéatines est l'un des plus importants de l'histoire italienne de la Seconde Guerre mondiale. De hauts responsables de la Wehrmacht, Albert Kesselring, maréchal de campagne et commandant des forces de l'Axe sur le théâtre méditerranéen, Eberhard von Mackensen, commandant de la 14e armée allemande et Kurt Mälzer, commandant militaire de Rome, ont tous été condamnés à mort. Tous ont été graciés puis libérés en 1952 ; Mälzer est décédé avant sa libération. Parmi les auteurs des SS, le chef de la police romaine Herbert Kappler a été condamné en 1948, mais, profitant d'une hospitalisation, il parvient à s'évader en Allemagne. Erich Priebke et Karl Hass ont longtemps échappé à la justice, avant d'être finalement jugés en 1997.
Theodor Dannecker, responsable du Judenreferat en Italie, s'est suicidé après sa capture en décembre 1945, évitant ainsi un éventuel procès. Son successeur, Friedrich Boßhammer, disparut à la fin de la guerre en 1945 et travailla comme avocat à Wuppertal. Il a été arrêté en Allemagne de l'Ouest en 1968 et condamné à la prison à perpétuité pour son implication dans la déportation de 3 300 Juifs italiens vers Auschwitz. Au cours de l'Holocauste, près de 8 000 des 45 000 Juifs vivant en Italie ont péri. Au cours de son procès, plus de 200 témoins furent entendus avant sa condamnation en avril 1972. Il décéda quelques mois après le verdict sans avoir passé la moindre heure en prison,.
Le procureur général de Dortmund (Allemagne) a ouvert une enquête au début des années 1970 sur le rôle qu'à tenu Karl Friedrich Titho, ancien commandant des camps de transit de Fossoli di Carpi et Bolzano, lors des déportations vers Auschwitz. Cependant, l'enquête est clôturée par manque de preuve. Il a également été jugé pour l'exécution de 67 prisonniers en représailles d'une attaque partisane. Il fut relaxé à l'issue de ce procès, la cour jugeant qu'il s'agissait tout au plus d'un homicide involontaire et que les poursuites étaient abandonnées à la suite du dépassement du délai de prescription. Paradoxalement, les deux chefs du département enquêtant à son encontre étaient d'anciens membres du parti nazi.
En 1964, six membres de la division Leibstandarte ont été inculpés pour le massacre du Lago Maggiore, perpétré près de Meina, le délai de prescription en vigueur à l'époque en Allemagne, soit vingt ans pour le meurtre, signifie que les auteurs ne pourraient plus être poursuivis. Tous les accusés ont été reconnus coupables et trois d'entre eux ont été condamnés à la prison à vie pour meurtre. Deux autres ont été condamnés à trois ans d'emprisonnement pour complicité de meurtre, tandis que le sixième est décédé au cours du procès. Les peines ont été portées en appel et le plus haut tribunal allemand, le Bundesgerichtshof, ordonna la libération des coupables pour des « raisons techniques ». Les accusés ayant été inculpés plus de vingt ans après le massacre de 1943 et le délai de prescription expiré,.
Ce verdict a causé beaucoup de frustration à la nouvelle génération de procureurs allemands qui souhaitaient poursuivre les crimes nazis et leurs auteurs. La décision du Bundesgerichtshof a eu d'autres répercussions, notamment en déclarant : « les auteurs ne pourraient être accusés de meurtre que si leur implication directe dans le meurtre pouvait être prouvée. Dans les autres cas, l'accusation ne pouvait être qu'un homicide involontaire. » Cela signifiait qu'après 1960, en droit allemand, le délai de prescription pour les crimes d'homicide involontaire avait expiré.
En 1969, l’Allemagne a complètement révoqué le délai de prescription en matière de meurtre, permettant ainsi de poursuivre indéfiniment les accusations de meurtre direct. Cela ne s'appliquait pas toujours aux crimes de guerre nazis jugés par les lois antérieures à 1969. Certains, comme Wolfgang Lehnigk-Emden, ont échappé à une peine de prison bien qu’ils aient été reconnus coupables du massacre de Caiazzo.

### Le rôle de l'Italie dans la Shoah
Avant tout, il faut souligner et rappeler la différence entre déportation politique et déportation raciale dans un pays qui, comme l’Italie, a subi une forte déportation politique : environ 40 000 citoyens italiens ont été déportés dans les camps de concentration allemands entre 1943 et 1945, dont un grand nombre ne rentrèrent pas chez eux. Les déportés juifs furent beaucoup moins nombreux que les déportés politiques, et pourtant 90 % d’entre eux ont péri dans les camps.
Le rôle des Italiens en tant que collaborateurs des Allemands dans l'Holocauste en Italie a rarement été abordé dans le pays après la Seconde Guerre mondiale. Ignorée ou presque jusqu’aux années 1990, c’est en partie grâce à la Journée de la Mémoire établie par le gouvernement italien en juillet 2000 que la société tout entière a pris conscience du génocide des Juifs en Italie ; celle-ci pensait que leur pays n'était pas impliqué dans l'Holocauste et qu'il appartenait exclusivement aux occupants allemands. De plus, ce changement de pensée est dû aussi à la publication de Il Libro Della Memoria de l'historienne judéo-italienne Liliana Picciotto, décrivant les lois raciales italiennes sous forme de livre au début des années 2000. Ces lois soulignaient le fait que les lois antisémites italiennes étaient distinctement indépendantes de celles de l'Allemagne nazie et, dans certains cas, plus sévères que les premières lois antisémites que l'Allemagne avait promulguées.
Simon Levis Sullam, professeur d'histoire moderne à l'Université « Ca' Foscari » de Venise, a publié en 2016 un ouvrage intitulé I carnefici italiani: Scene dal genocidio degli ebrei, 1943-1945, traduction littérale Les bourreaux italiens: le génocide des Juifs d'Italie, 1943-1945 qui analyse le rôle des Italiens dans le génocide en montrant que la moitié des Juifs italiens assassinés pendant la Shoah ont été arrêtés par des Italiens et non par des Allemands. Un grand nombre de ces arrestations ont pu être effectuées uniquement grâce à des informations fournies par des civils.

## Commémoration

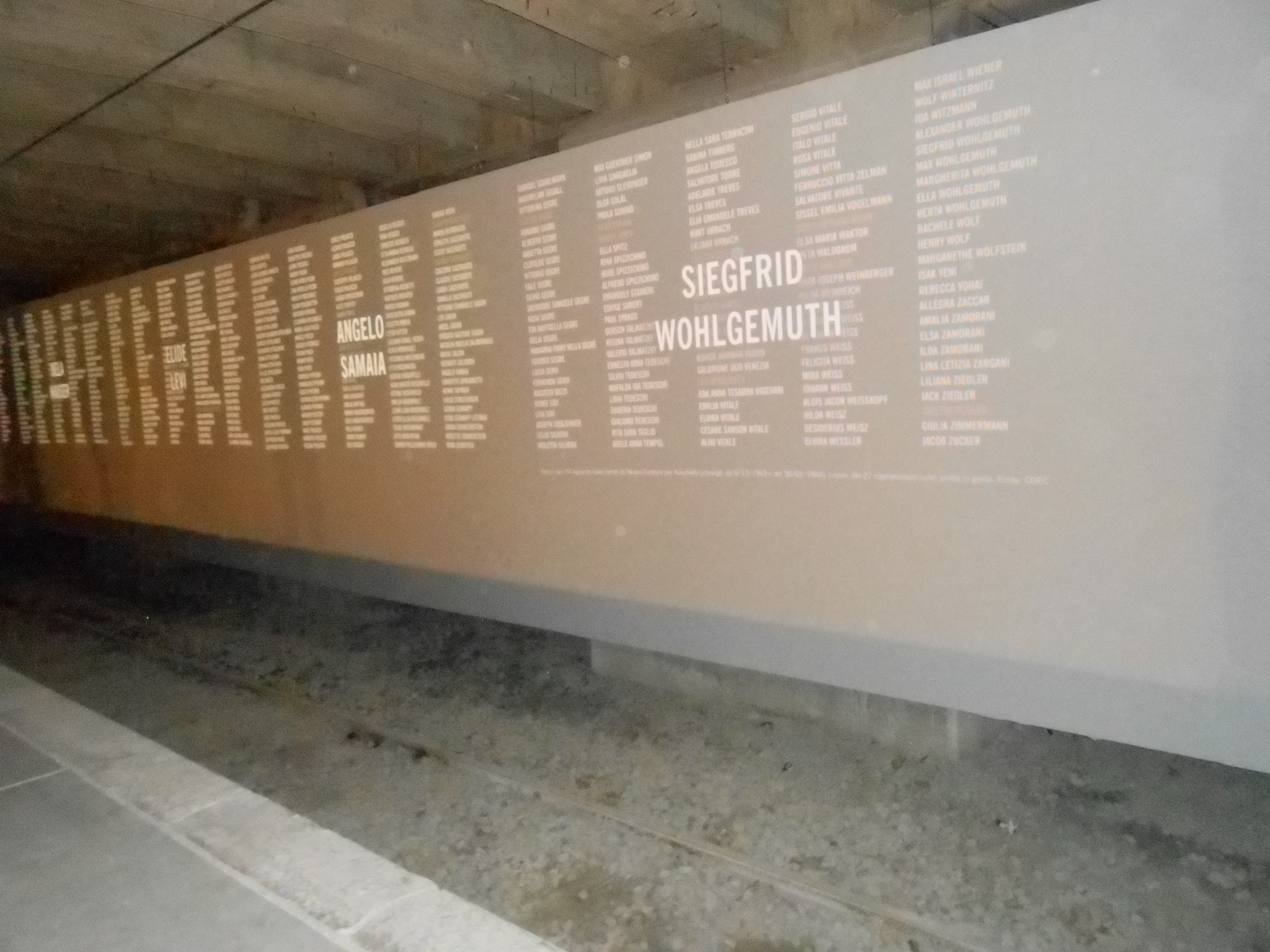
Le mur de noms au Memoriale della Shoah à Milan

Avec la Libération de l'Italie puis des camps d'extermination nazis, de nombreux rescapés juifs ont cherché à gagner la Palestine en passant par l'Italie. Cet épisode est commémoré au musée de la mémoire et de l'accueil à Santa Maria al Bagno.
En juillet 2000, le Parlement italien a décidé de commémorer annuellement le 27 janvier le génocide juif en instituant la Journée de la mémoire (Giorno della Memoria).

### Memoriale della Shoah
Le Memoriale della Shoah est un mémorial de la Shoah situé dans la gare centrale de Milan. Il est dédié au peuple juif déporté depuis une plateforme secrète située sous la gare jusqu'aux camps d'extermination. Il a été inauguré en janvier 2013,.

### Camp de Borgo San Dalmazzo
Il ne reste aucune trace de l'ancien camp de concentration de Borgo San Dalmazzo, mais deux monuments ont été érigés pour marquer les événements qui s'y sont déroulés. En 2006, un monument a été érigé à la gare de Borgo San Dalmazzo pour commémorer les déportations. Le mémorial contient les noms, âges et pays d'origine des victimes ainsi que ceux des quelques survivants. Il dispose également de certains wagons de marchandises du type utilisé dans les déportations,,.

### Camp de Fossoli
En 1996, une fondation a été créée pour préserver l'ancien camp. De 1998 à 2003, des volontaires ont reconstruit la clôture autour du Campo Nuovo et, en 2004, une des casernes utilisée pour loger des détenus juifs a été reconstruite.

## Justes italiens parmi les nations
En 2018, 694 Italiens ont été reconnus comme Justes parmi les nations, un titre honorifique utilisé par l'État d'Israël pour décrire les non-Juifs ayant risqué leur vie pendant la Shoah afin de sauver les Juifs de l'extermination nazis.
Les premiers Italiens à être honorés de la sorte sont Don Arrigo Beccari, le docteur Giuseppe Moreali et Ezio Giorgetti en 1964. Le plus célèbre d'entre eux est sans doute le cycliste Gino Bartali, vainqueur du Tour de France 1938 et 1948, honoré à titre posthume en 2014 pour son rôle dans le sauvetage des Juifs italiens lors de l'Holocauste, pour n'en avoir jamais parlé de son vivant.

## L'Holocauste italien dans la littérature et les médias

### Littérature
Primo Levi, un survivant juif italien d'Auschwitz, a publié son expérience de l'Holocauste en Italie dans ses livres Si c'est un homme et Le Système périodique. Le roman Le Jardin des Finzi-Contini de Giorgio Bassani traite du sort des Juifs de Ferrare pendant l'Holocauste Un film du même nom sorti en 1970 est tiré du livre.
- (en) Eva Appelbaum, Flight from WWII Yugoslavia and Coming of Age in Italy, CreateSpace Independent Publishing Platform, 2018 (ISBN 978-1-7190-1517-2).
- (en) Giorgio Bassani, The Garden of the Finzi-Continis, Everyman's Library, 2005, 854 p. (ISBN 978-1-4000-4422-1).
- (en) Giorgio Bassani, The Novel of Ferrara, W. W. Norton & Company, 2018, 800 p. (ISBN 978-0-393-08015-5).
- (en) Giacomo Debenedetti, October 16, 1943 : Eight Jews, University of Notre Dame Press, 2001.
- (en) Louis Goldman, Friends for Life : The Story of a Holocaust Survivor and His Rescuers, Paulist Press, 2008, 244 p. (ISBN 978-0-8091-4534-8, lire en ligne).
- (en) Amy Harmon, From Sand and Ash Lake, Union Publishing, 2016.
- (en) Primo Levi, Survival in Auschwitz, Simon & Schuster, 1996, 187 p. (ISBN 978-0-684-82680-6, lire en ligne).
- (en) Primo Levi, The Drowned and the Saved, Simon & Schuster, 2017, 208 p. (ISBN 978-1-5011-6763-8, lire en ligne).
- (en) Primo Levi, The Reawakening, Touchstone, 1995, 240 p. (ISBN 978-0-684-82635-6, lire en ligne).
- (en) Rosetta Loy, First Words : A Childhood in Fascist Italy, Metropolitan Books, 2014.
- (en) Margherita Marchione, Yours is a Precious Witness : Memoirs of Jews and Catholics in Wartime Italy, Paulist Press, 1997, 259 p. (ISBN 978-0-8091-0485-7, lire en ligne).
- (en) Liana Millu, Smoke over Birkenau, Northwestern University Press, 1998, 197 p. (ISBN 978-0-8101-1569-9, lire en ligne).
- (en) Marisabina Russo, I Will Come Back for You : A Family in Hiding in World War II, Dragonfly Books, 2014 (ISBN 978-0-385-39149-8).
- (en) Dan Vittorio Segre, Memoirs of a Fortunate Jew : An Italian Story, University of Chicago Press, 2008.
- (en) Alexander Stille, Benevolence and Betrayal : Five Italian Jewish Families Under Fascism, Summit Books, 1991.
- (en) Dafna Vitale Ben Bassat, Vittoria : A Historical Drama Based on A True Story, 2016.
- (en) Walter Wolf, Bad Times, Good People : A Holocaust Survivor Recounts His Life in Italy During World War II, Whittier Pubn, 1999, 183 p. (ISBN 978-1-57604-091-1).

### Films
Les lauréats des Oscars Le Jardin des Finzi-Contini de Vittorio De Sica (1970) et La vie est belle de Roberto Benigni (1997) sont les deux films les plus célèbres traitant de la Shoah en Italie. Beaucoup d'autres ont été produits sur le sujet.
- 1949 : Monastero di Santa Chiara de Mario Sequi
- 1960 : La Grande Pagaille (Tutti a casa) de Luigi Comencini
- 1961 : Traqués par la Gestapo (L'oro di Roma) de Carlo Lizzani
- 1970 : Le Jardin des Finzi-Contini (Il giardino dei Finzi-Contini) de Vittorio De Sica
- 1973 : Diario di un italiano de Sergio Capogna
- 1976 : La linea del fiume d'Aldo Scavarda
- 1976 : Pasqualino Settebellezze de Lina Wertmüller
- 1985 : The Assisi Underground d'Alexander Ramati (it)
- 1987 : Les Lunettes d'or de Giuliano Montaldo
- 1997 : Memoria de Ruggero Gabbai
- 1997 : La Trêve (La tregua) de Francesco Rosi
- 1997 : La vie est belle (La vita è bella) de Roberto Benigni
- 2000 : Il cielo cade d'Andrea Frazzi
- 2001 : Concurrence déloyale (Concorrenza sleale) d'Ettore Scola
- 2001 : Senza confini - Storia del commissario Palatucci de Fabrizio Costa
- 2001 : Perlasca - Un eroe italiano d'Alberto Negrin
- 2003 : La Fenêtre d'en face (La finestra di fronte) de Ferzan Özpetek
- 2006 : Volevo solo vivere de Mimmo Calopresti (documentaire)
- 2007 : Hotel Meina de Carlo Lizzani
- 2013 : Il viaggio più lungo, gli ebrei di Rodi de Ruggero Gabbai
- 2014 : My Italian Secret: The Forgotten Heroes d'Oren Jacoby